# کوی جیانجون
کوی جیانجون (انگلیسی: Cui Jianjun؛ زادهٔ ۱ اوت ۱۹۸۵) بازیکن والیبال اهل چین است. وی در بازی‌های المپیک تابستانی ۲۰۰۸ شرکت کرده‌است.